# Teruo Nimura
Teruo Nimura (二村 昭雄, Nimura Teruo, Kyoto, 2 mei 1943) is een Japans voormalig voetballer die als middenvelder speelde.

## Clubcarrière
In 1962 ging Nimura naar de Waseda-universiteit, waar hij in het schoolteam voetbalde. Nadat hij in 1966 afstudeerde, ging Nimura spelen voor Toyo Industries. Met deze club werd hij in 1966, 1967, 1968 en 1970 kampioen van Japan. Nimura veroverde er in 1967 en 1969 de Beker van de keizer. In 11 jaar speelde hij er 151 competitiewedstrijden en scoorde 16 goals. Nimura beëindigde zijn spelersloopbaan in 1976.

## Japans voetbalelftal
Teruo Nimura debuteerde in 1970 in het Japans nationaal elftal en speelde 5 interlands.

## Statistieken
| Japans voetbalelftal | Japans voetbalelftal | Japans voetbalelftal |
| Jaar                 | Wed.                 | Dlp.                 |
| -------------------- | -------------------- | -------------------- |
| 1970                 | 5                    | 0                    |
| Totaal               | 5                    | 0                    |